# Pachyula conorhynchus
Pachyula conorhynchus — вид роду Pachyula родини Арієві ряду сомоподібні. Інша назва «сом Лоренца». Раніше був відомий під назвами Tetranesodon conorhynchus і Cinetodus conorhynchus.

## Опис
Загальна довжина сягає 20 см. Голова коротка. Нижня щелепа трохи більша за нижню. Очі великі. Є 2 пари вусів, що скручені. Тулуб кремезний, витягнутий. Передня частина піднята. Спинний плавець складається з 7 м'яких та 1 жорстких плавців. Грудні плавці довгі. Черевні трохи поступаються останнім. Жировий плавець піднятий, короткий. Анальний плавець з 17 м'яких плавців. Хвостовий плавець довгий, сильно розрізаний.

## Спосіб життя
Є демерсальною рибою. Мешкає в прісних і солонуватих, чорнуватих водах. Активні у присмерку. Живляться двостулковими молюсками, ракоподібними і дрібною рибою.

## Розповсюдження
Є ендеміком Іріан-Джая (індонезійська провінція Папуа на острові Нова Гвінея).